# Leringen
Leringen är en sjö i Sundsvalls kommun och Ånge kommun i Medelpad som ingår i Ljungans huvudavrinningsområde. Sjön är 41 meter djup, har en yta på 19,9 kvadratkilometer och befinner sig 202 meter över havet. Sjön avvattnas av vattendraget Gimån.
Sjön är Medelpads fjärde största sjö och genomflytes av Gimån som har sitt inlopp i norr från Fagervikssjön.

## Delavrinningsområde
Leringen ingår i delavrinningsområde (694553-152922) som SMHI kallar för Utloppet av Leringen. Medelhöjden är 284 meter över havet och ytan är 91,02 kvadratkilometer. Räknas de 440 avrinningsområdena uppströms in blir den ackumulerade arean 4 212,46 kvadratkilometer. Gimån som avvattnar avrinningsområdet har biflödesordning 2, vilket innebär att vattnet flödar genom totalt 2 vattendrag innan det når havet efter 87 kilometer. Avrinningsområdet består mestadels av skog (68 procent). Avrinningsområdet har 19,93 kvadratkilometer vattenytor vilket ger det en sjöprocent på 21,9 procent.